# Cupha lampetia
Cupha lampetia är en fjärilsart som beskrevs av Carl von Linné 1764. Cupha lampetia ingår i släktet Cupha och familjen praktfjärilar. Inga underarter finns listade i Catalogue of Life.

## Bildgalleri

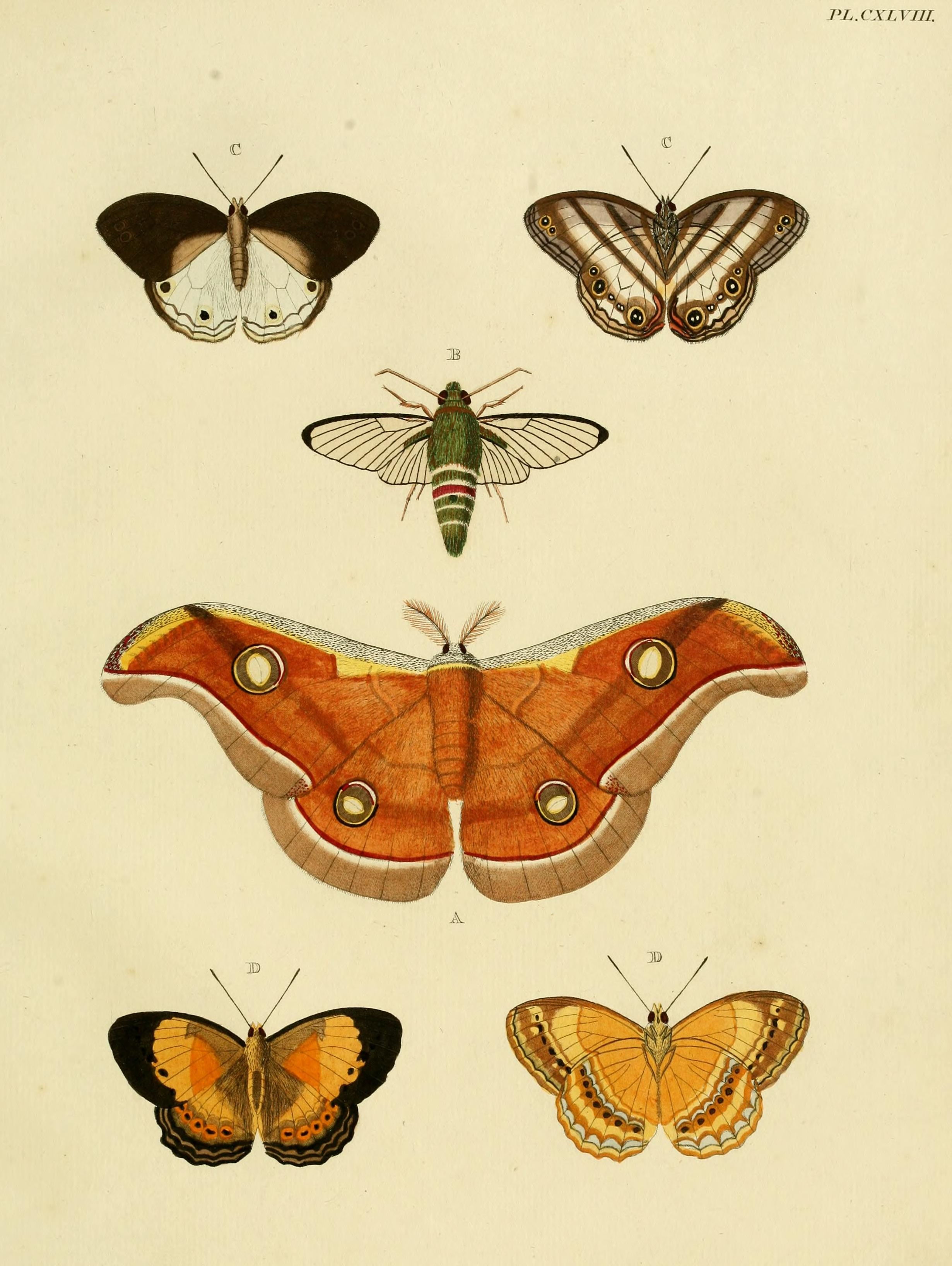
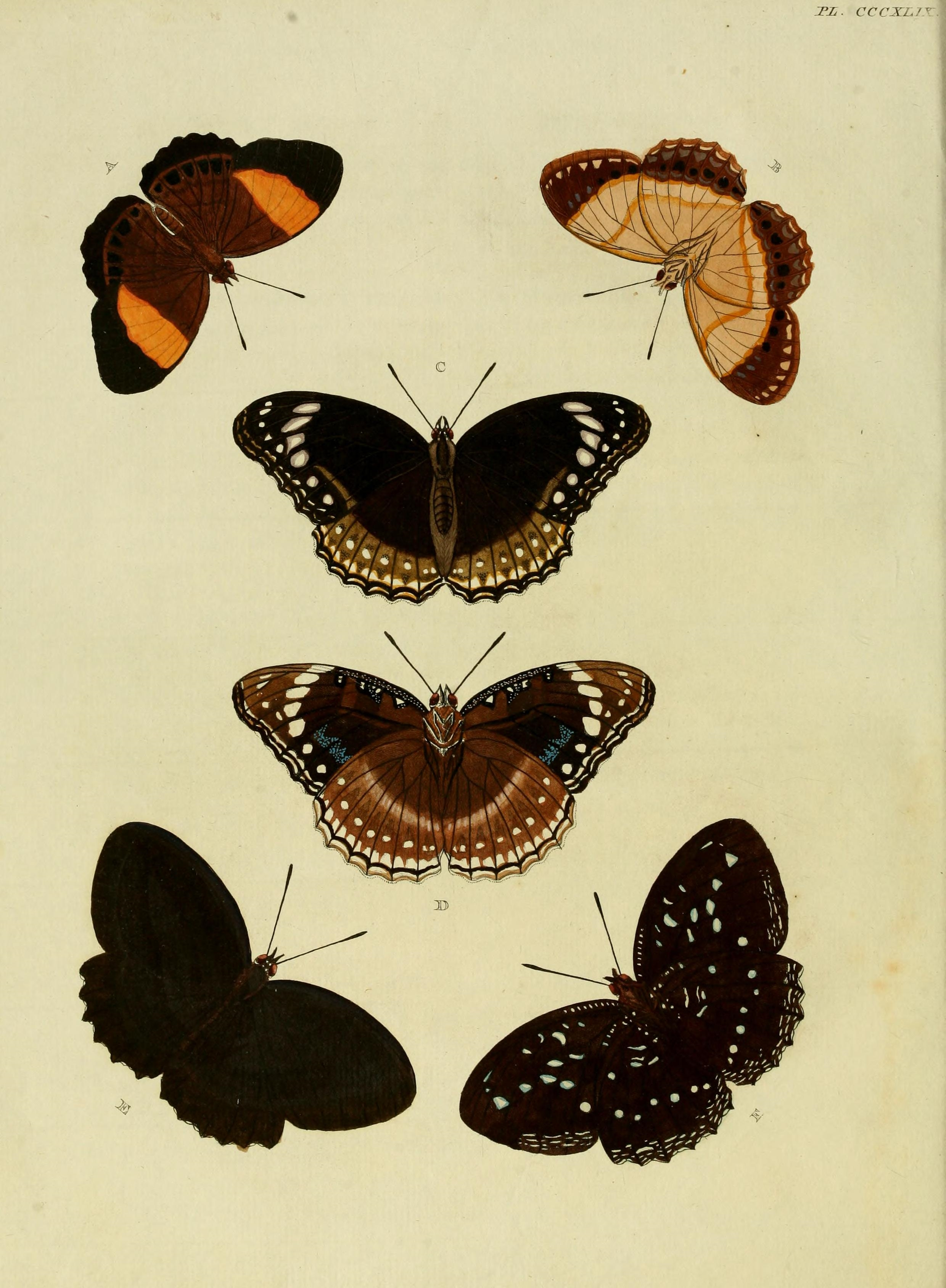
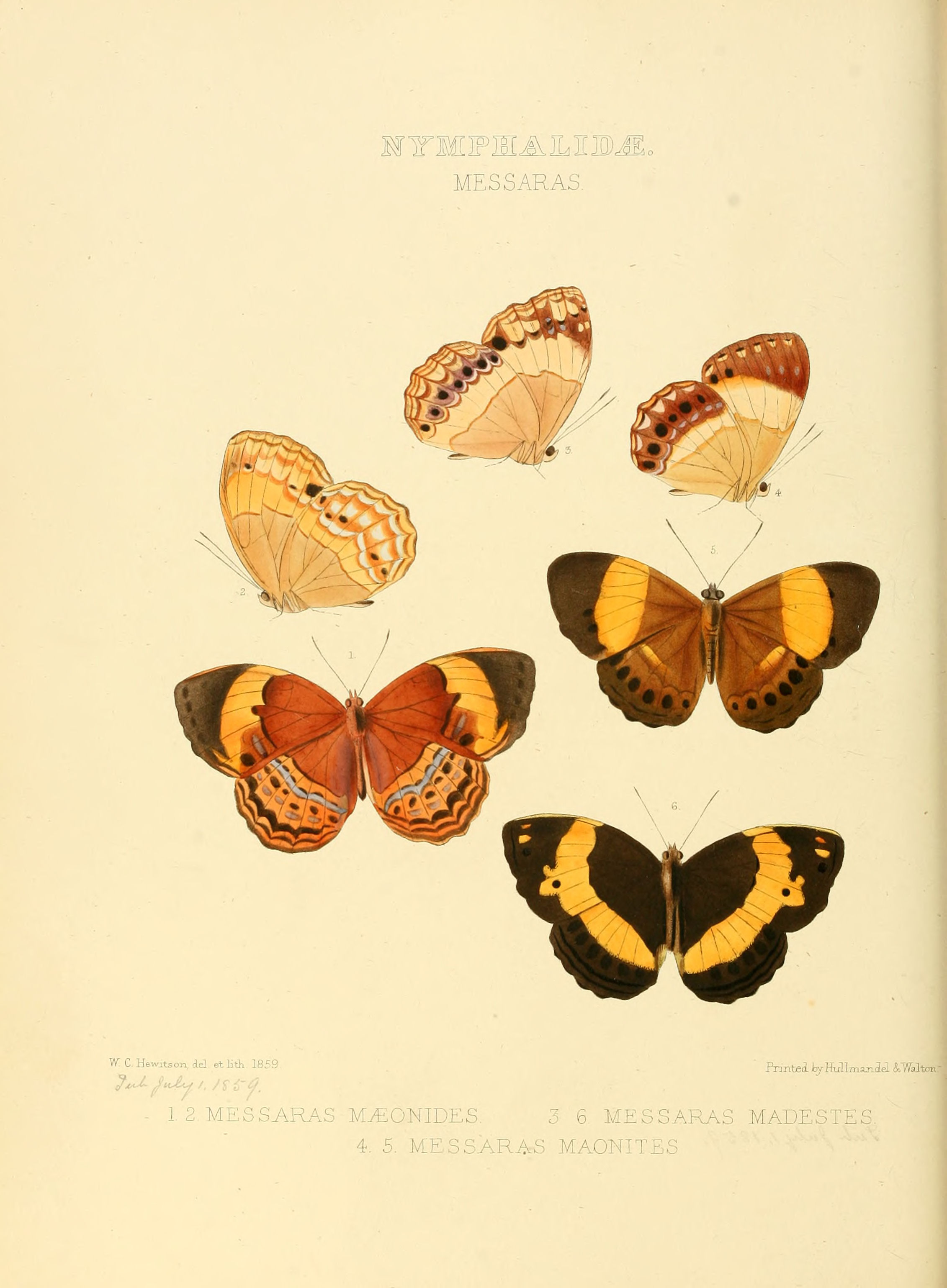